# The Wake: Mourning Father, Mourning Mother
『The Wake: Mourning Father, Mourning Mother』（ザ ウェイク モーニングファザー モーニングマザー）は、韓国のゲームクリエイターであるSomiが開発し2020年7月11日に発売したゲームソフトで、「罪悪感三部作」と称する作品群の第3作目。
表題は初出のMicrosoft Windows/macOS版のもので、日本のiOS/Android版は『ザウェイク』、Nintendo Switch版は『The Wake』のタイトルで発売されている。

## 概要
臨終間際の男性が意識混濁前に残していた回顧録にまつわる物語。回顧録の内容は過去に執り行われた祖父の葬儀の3日間を主題としているが、それに関連付ける形で、借金を作った末に離婚し疎遠となった父親に対する複雑な感情や、貧しいながらも献身的に子を育てた母親に恥ずかしさを感じ虚勢を張っていたことへの罪悪感などが綴られている。文章の一部には換字式暗号が施されており、プレイヤーはこれを解きながら読み進めていくことになる。なお、本作の物語はフィクションではあるが作者のSomiの実体験に基づいており、作中ではSomiに関する実際の写真やホームビデオ映像が使用されている。
日本語版は、三部作2作目の『Legal Dungeon』に続き、『グノーシア』などの開発元であるプチデポットが日本語訳を手掛けている。

## システム
回顧録の文章は、男性が使用していた特殊な機械（暗号機のエニグマがモチーフ）を通じて反転フラップ式案内表示機のような形式で英語表示される（画面下部には翻訳字幕も表示）。通常ページの文字は白色表記だが、黄色文字で表記されたページは初見時点では暗号が施され意味の通らない内容になっている。このページが表示される際に、解読に必要となる以下の暗号形式のいずれか（場合によっては複数）がヒントとともに提示される。
- シーザー暗号 - アルファベット順から数文字分ずらした文字と置き換える暗号。
- キーワード暗号 - 特定のキーワードとアルファベット順を対応させる暗号。例えば「COOK」がキーワードの場合、重複するOを除いたうえで「C→A」「O→B」「K→C」とする[4]。
- 日付キー - 置換する文字の種類を日付と関連付けた一覧表を基にする暗号。日付がキーワードの場合に用いる。

画面下部に表示される多くのプラグは各アルファベットに対応しており、プラグ同士をコードで接続すると文章内の対応文字が差し替えられる。5種類の文字の変換が正しく行われた時点で解読成功と判断され、文章全体が本来の内容となる。なお、文字変換が正解となるごとにプラグエリア左の5つのランプが順次点灯するが、ゲームが進行すると一部のランプが正解後も点灯しなくなる。

## 開発
『Legal Dungeon』のリリース後、Somiは次回作の構想として、性的少数者に対して偏見や嫌悪を抱く「多数者」に問題を投げかける物語を作ることを決め、性的少数者に関する作品を制作しているイ・ヒョクサン監督のドキュメンタリー映画『チョンノの奇跡』など様々な分野の作品を探していた。しかし、学びを進めるにつれて恐れの気持ちが大きくなっていき、理解や共感が及ばず連帯もしていない自分が作ったゲームに意味はあるのかと考えるようになった。そうした中、アリソン・ベクダルの自伝的漫画『ファン・ホーム ある家族の悲喜劇』と出会う。この作品は作者と冷めた関係にあった父親を回顧する内容だが、これを見たSomiは、自分が先に表現し共感しなければならないドラマは他にあるのではないかと感じた。また、ダヴィド・ラーゲルクランツの小説『Fall of Man in Wilmslow』でエニグマの存在を知ったことも影響し、製品版の内容は当初の構想とは全く異なるものとなった。

## 受賞・ノミネート
- Gamescom 2020 Indie Arena Booth Awards 「Best Narrative Game」受賞[7]
- BIC（朝鮮語版） Awards 2020 「Excellence in Narrative」受賞[8]
- Fun & Serious Game Festival 2020 「Mejor Serious Game（最優秀シリアスゲーム）」ノミネート[9]